# 1574 en musique classique
| \| • Retour à la chronologie générale de la musique classique • \| |
| Grèce • Rome • Haut Moyen Âge • VIIIe siècle • IXe siècle • Xe siècle • XIe siècle XIIe siècle • XIIIe siècle • XIVe siècle • XVe siècle • XVIe siècle • XVIIe siècle XVIIIe siècle • XIXe siècle • XXe siècle • XXIe siècle |
| • Retour à la chronologie générale de la musique classique • |

| Années en musique classique : 1571 - 1572 - 1573 - 1574 - 1575 - 1576 - 1577    |
| Décennies en musique classique : 1540 - 1550 - 1560 - 1570 - 1580 - 1590 - 1600 |

## Naissances
- 7 mars : John Wilbye, compositeur anglais († 1638).
- 14 mai : Francesco Rasi, chanteur et compositeur italien († 30 novembre 1621).

## Décès
- février : Domenico Ferrabosco, compositeur et chanteur italien (° 14 février 1513).